# 貝雷濟夫卡 (莫希利夫-波迪利斯基區)
48°36′10″N 28°6′23″E / 48.60278°N 28.10639°E
貝雷濟夫卡（羅馬化：Berezivka）是位於烏克蘭西南部的村莊，由文尼察州裡莫希利夫-波迪利斯基区的切爾尼夫齊市鎮負責管轄。該村始建於1500年，面積6.77平方公里，海拔高度191米，2001年人口2,142，人口密度每平方公里316.4人。